# Hendrik Jan van Lummel

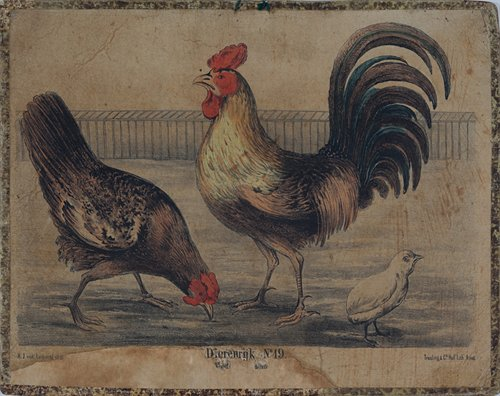
Dierenrijk. No. 19. Vogels, Hoenderen

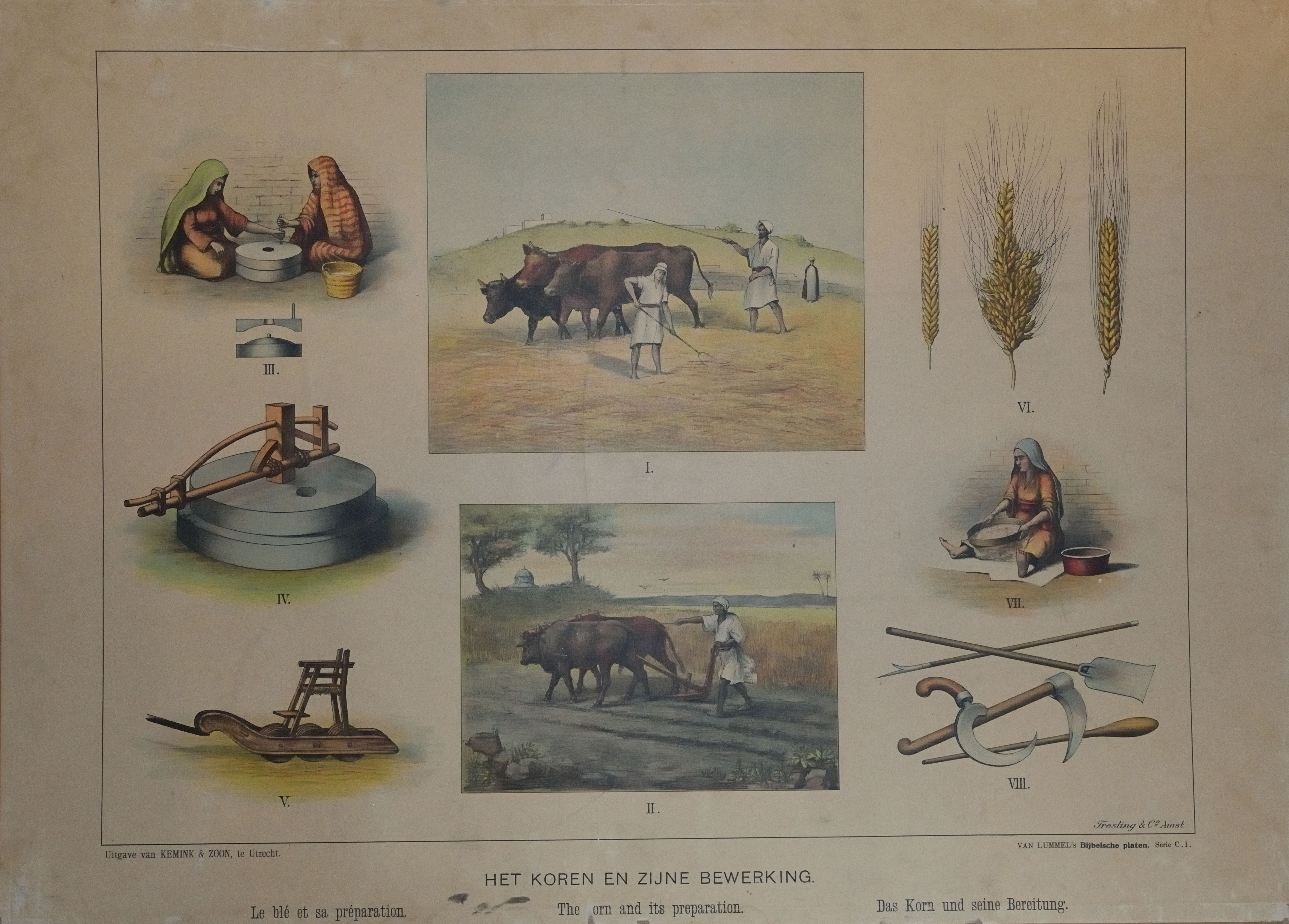
Het koren en zijn bewerking

Hendrik Jan van Lummel (Amersfoort, 19 november 1815 – Utrecht, 18 september 1877) was een Nederlands onderwijzer, tekenaar en schrijver.

## Vroege jeugd
Hendrik Jan van Lummel was een zoon van de onderwijzer en huisschilder Hendrik van Lummel en Grietje Spijker. Hij trouwde op 30 november 1840 te Amersfoort met Maria Elisabeth Vergeer. Er werden elf kinderen geboren, negen zoons en twee dochters. Drie kinderen overleden op jonge leeftijd. Vier van zijn zoons waren later als onderwijzer werkzaam. De vader van Hendrik Jan van Lummel was schoolmeester aan de Hervormde Diaconieschool in Amersfoort.

## Onderwijzer
Op zestienjarige leeftijd begon Hendrik Jan van Lummel zijn loopbaan als hulponderwijzer. Acht jaar later werd hij benoemd tot hoofd van de openbare lagere school in Houten en in 1848 volgde een benoeming tot hoofdonderwijzer aan de vierde hervormde diaconieschool aan de Springweg 89-91 in de stad Utrecht. De school toont nog het opschrift: 'De Vreeze des Heeren is het beginsel der wetenschap’.
Van Lummel was vaderlandslievend en werkte vanuit het protestantisme. Deze beide elementen zijn ruim in zijn vele publicaties terug te vinden. Als jarenlang lid van de Vereeniging voor het Christelijk Nationaal Schoolonderwijs speelde Van Lummel een voorname rol in de samenstelling van nieuwe schoolboekjes. Daarnaast was hij een tegenstander van het openbaar onderwijs en was qua christelijk onderwijs tegen banden met de overheid. Ook dienden volgens hem christelijke onderwijzers zich te onthouden van politieke activiteiten.

## Schoolplaten
De tweede zoon van Hendrik Jan van Lummel, die ook Hendrik Jan van Lummel heette, is een bekende ontwerper van schoolplaten. In totaal maakte deze van Lummel ruim 150 platen. Hij tekende zelf de platen en schreef de handleidingen erbij. Rond 1900 werden de platen ook van Franstalige teksten voorzien, zodat ze in België gebruikt konden worden. Zijn werk werd voortgezet door Josef Hoevenaar.
- 48 schoolplaten werden uitgegeven vanaf 1857 bij uitgeverij Kemink & Zoon in Utrecht met de onderwerpen:
  - Bijbelse geschiedenis en
  - Aardrijkskunde.
- De tweede serie van 35 platen verscheen in 1862, verdeeld in vier series:
  - In en om ons huis,
  - Landbouw en veeteelt,
  - In de dierenwereld en
  - Handel en bedrijf.

## Overlijden
Van het succes van zijn schoolplaten heeft hij echter maar kort kunnen genieten. Na een ernstige ziekte overleed Hendrik Jan van Lummel in 1877. Hij ligt begraven op Begraafplaats Soestbergen in Utrecht.

## Boeken van Hendrik Jan van Lummel
- De wereld in 't klein voor de kleine wereld (1858), Kemink & Zoon Utrecht
- De Smidsgezel van Utrecht (1865), Kemink & Zoon Utrecht
- De Hopmansvrouw van Utrecht (1871), Kemink & Zoon Utrecht
- De Bijlhouwer van Utrecht, Kemink & Zoon Utrecht
- Het zegevierend Alkmaar (1897)
- De Oranje stam (1874)
- De oude en de nieuwe wereld (3 delen) 1874/75 A. Akkeringa Amsterdam
- De St. Bartlomeusnacht voor drie honderd jaren Kemink & Zoon Utrecht
- Met J.H. Sonstal: Jaarboeken van het Godsbestuur, Algemene Geschiedenis van de Schepping der aarde tot op onzen tijd. (1866)
- Geïllustreerde Volkskalender voor het jaar 1877 Kemink & Zoon Utrecht
- Nieuw geuzenliedboek (ed. H.J. van Lummel) (1874) uitgever Van Bentum

## Secundaire literatuur over Hendrik Jan van Lummel
- L.A. Hissink, ‘De Aarde, zooals zij er uitziet; van (door?) Fr. Gerstäcker. Een leesboek voor de scholen.(;) vertaald door H.J. Lummel, met een kaartje. Utrecht, Kemink en Zoon, 1859. 12vo. 112 blz., Prijs 30 Cents (cent?).’ In: Vaderlandsche letteroefeningen. Jaargang 1860 (1860)
- P.J. Cosijn, Gualtherus Jacob Dozy, C. Duymaer van Twist, Johannes Hoek, H.M.C. van Oosterzee, Bernardus Gertrudes de Vries van Heyst en Johannes Worp, ‘Binnenlandsche letterkunde.Bibliographie.’ In: Vaderlandsche letteroefeningen. Jaargang 1866 (1866)
- Charles Boissevain, ‘Geuzenliederen.’ In: De Gids. Jaargang 1872 (1872)